# 8-Bit Rebellion!
8-Bit Rebbelion! er et online multiplayer og singleplayer videospil udgivet og baseret på Nu-metal/Rapcore bandet Linkin Park eksklusivt til iPhone, iPod Touch og iPad. Spillet er udgivet i 2010 i samarbejde med Artificial Life Inc. og Warner Bros. Records.
Linkin Park lavede en eksklusiv single til spillet; Blackbirds.
Spillet indeholder seks baner, kaldet "dicts", én baseret på hvert medlem af bandet. Dicts'ene er præget af illustrationer fra bandet, malerier fra Mike Shinoda. Spillerens karakter udgøres af et af medlemmerne. Målet er at besejre "PixxelKorp", en HD hersker, som har overtaget 8-bit World, og samle dele af singlen Blackbirds, der bliver låst op, når man har klaret alle opgaverne i spillet.
Mange af Linkin Parks udgivet numre blev remixet til den gamle "8-bit" lyd. Dette er første gang Linkin Parks sange er blevet genindspillet med brug af den "gammeldags" videospil's lyd.
8-Bit Rebellion! indeholdt blandt andre, Linkin Parks sange:
- In The End
- Crawling
- Faint
- One Step Closer
- Hands Held High
- No More Sorrow
- New Divide
- QWERTY

## Eksterne links
- 8bityourself.com Arkiveret 30. april 2011 hos  Wayback Machine